# Spintria
Una spintria (en plural, spintriae) és una petita téssera romana de bronze o llautó, que possiblement s'utilitzava en els lupanars (bordells), tot i que cap literatura sobre les spintriae conté cap evidència per donar suport a aquesta afirmació. Les fitxes representen generalment en l'anvers un motiu d'actes o símbols sexuals, i al revers un nombre en el rang I - XVI (1 - 16).

## Nom
Suetoni va utilitzar la paraula «spintria» per a referir-se a nois joves prostituts, (del grec σφιγκτήρ, sphinkter; esfínter [anal]). Al segle xvi, el nom va passar de l'antiga idea de les persones que cometien actes extravagants (o el lloc on es van produir els actes extravagants, com ara els jardins de Tiberi, a l'illa de Capri) a les pròpies fitxes.
Bette Talvacchia identifica el primer ús del terme spintriae per referir-se a les fitxes en el tractat de Sebastiano Errizo, Discurs sobre medalles antigues (Sopra li Medaglie Antiche, Venècia, 1559).

## El seu ús
Alguns estudiosos, seguidors de Friedlander (1886) van suggerir que les fitxes es van utilitzar «auf die man in Bordelle Einlass erheilt» (per entrar als bordells), argumentat que les spintriae es van utilitzar per pagar a les prostitutes, encara que cap d'ells ofereix cap evidència de suport. Buttrey considera desdenyosa la idea de fitxa de bordell, afirmant que «sobre això no hi ha cap evidència».. Actualment, només Simonetta i Riva són partidaris de la hipòtesi de la fitxa de bordell, que també és popular entre els mitjans de comunicació; altres estudiosos persegueixen línies alternes de recerca (Buttrey; Campana; Duggan; Fishburn; etc.). Sota Caracal·la, un home de l'ordre eqüestre va ser condemnat a mort per portar una moneda amb l'efígie de l'emperador en un bordell; però es va salvar únicament per la mort del propi emperador. Això no és cap evidència directa antiga, però dona suport a la teoria que les spintriae van ser creades com a fitxes per a l'intercanvi en lloc de la moneda oficial.
El numismàtic Theodore V. Buttrey suggereix que van ser utilitzades com a fitxes de joc, tot i que Duggan (2015) assenyala que no hi ha troballes arqueològiques que confirmin que les spintriae fossin fitxes de joc. L'economista Geoffrey Fishburn, seguint a Jacobelli, suggereix que podien haver estat utilitzats com fitxes d'armaris.
És dubtós aquestes fitxes s'utilitzessin per a entrar als bordells o per pagar els serveis de les prostitutes. És possible que hagin estat fitxes de joc, però encara no s'ha descobert l'evidència per donar suport a aquesta teoria. Duggan conclou, després de Fishburn i de Jacobelli, que l'explicació més convincent és que funcionaven com fitxes de l'armari. Sembla que van ser produïdes durant un curt període, sobretot al segle i dC.
Existeixen altres objectes semblants que s'interpreten de manera diferent: fitxes per fer comptes, marques d'entrada en bordells, teatres i molt més. També s'han encunyat per difamar a l'emperador Tiberi. No obstant això, les escenes de sexe gràfic estan lligades estretament als bordells.

## Aparença
Habitualment eren encunyades en llautó o bronze i tenien aproximadament de la mida d'una moneda de 50 cèntims d'euro.
En el seu anvers apareix la representació d'escenes de 15 formes diferents de coit o de sexe oral. Alguns asseguren que aquestes tésseres mostraven actes homosexuals entre nois, però aquesta teoria no disposa d'acceptació majoritària a la literatura, ja que alguns autors (Buttrey, Jacobelli, Talvacchia) asseguren que les escenes eròtiques són exclusivament heterosexuals.
En el seu revers apareixen números de l'1 al 16 (I - XVI). Davant dels nombres II, IIII i VIII apareix la lletra «A». Se suposa que els números indiquen el cost dels beneficis en asos, el que explicaria la lletra «A». Llavors el número XV correspon a un denari. Aquest era el límit oferta del preu de l'oferta de la prostitució heterosexual. S'han trobat exemplars amb els números XVII i XXV, dels quals només hi ha un exemplar, que es consideren d'encunyacions errònies.

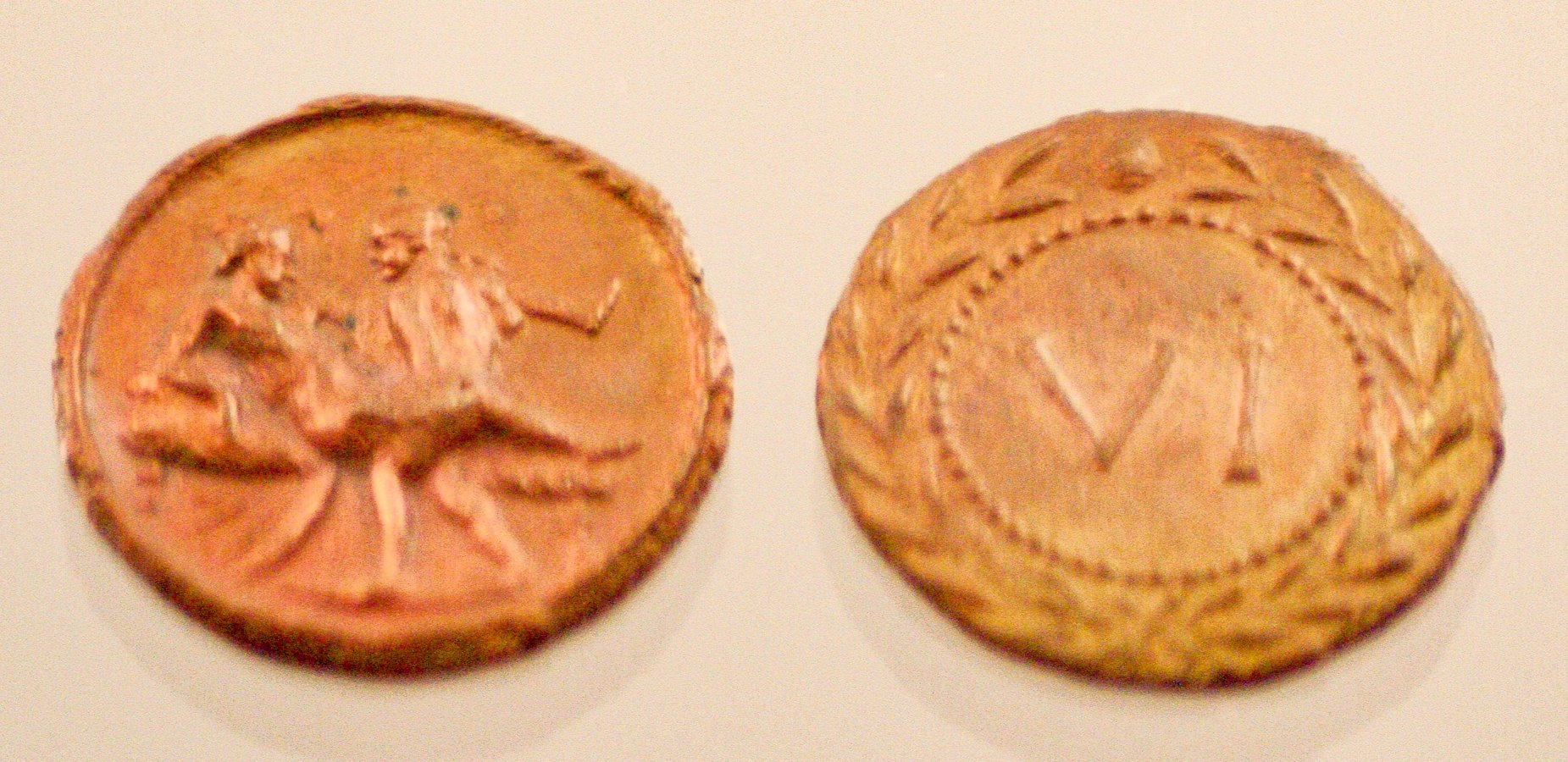
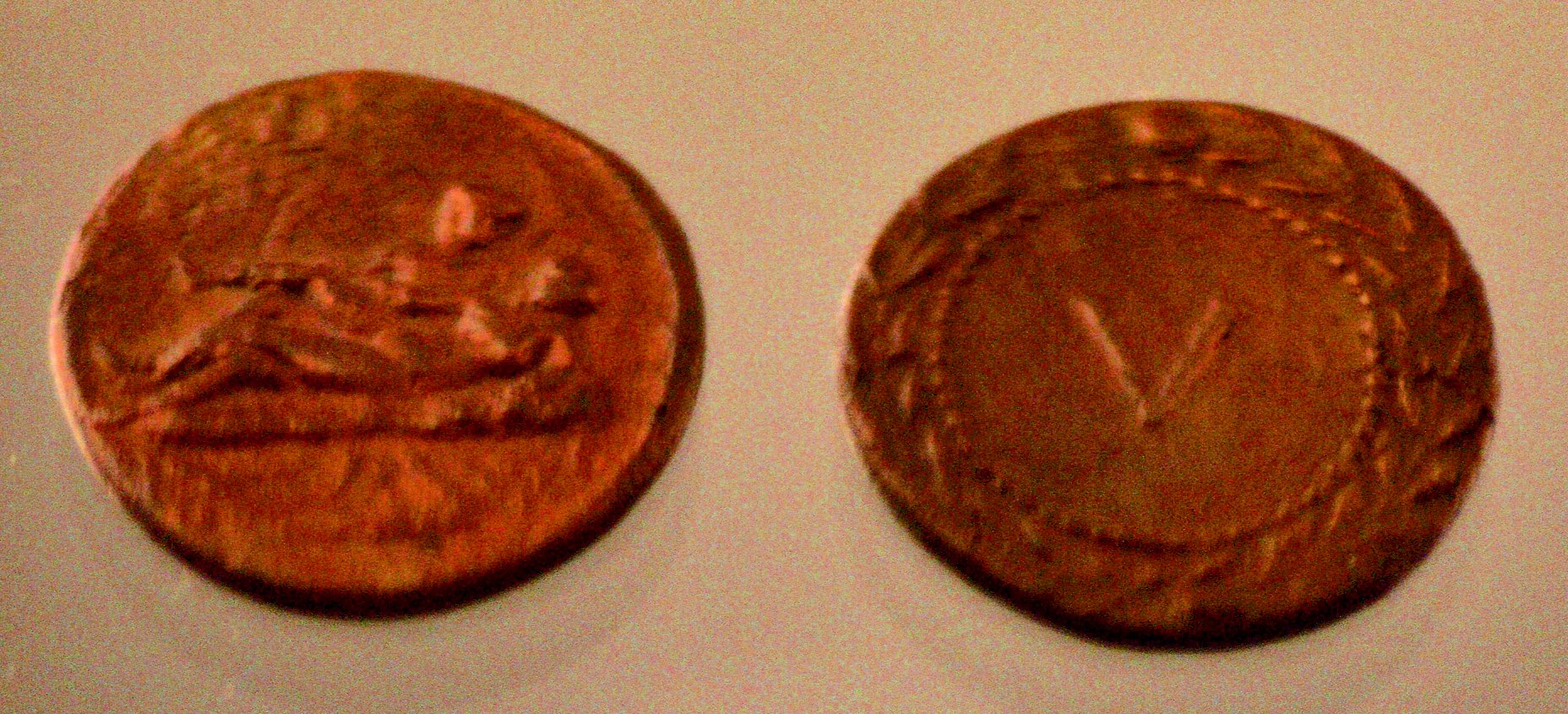
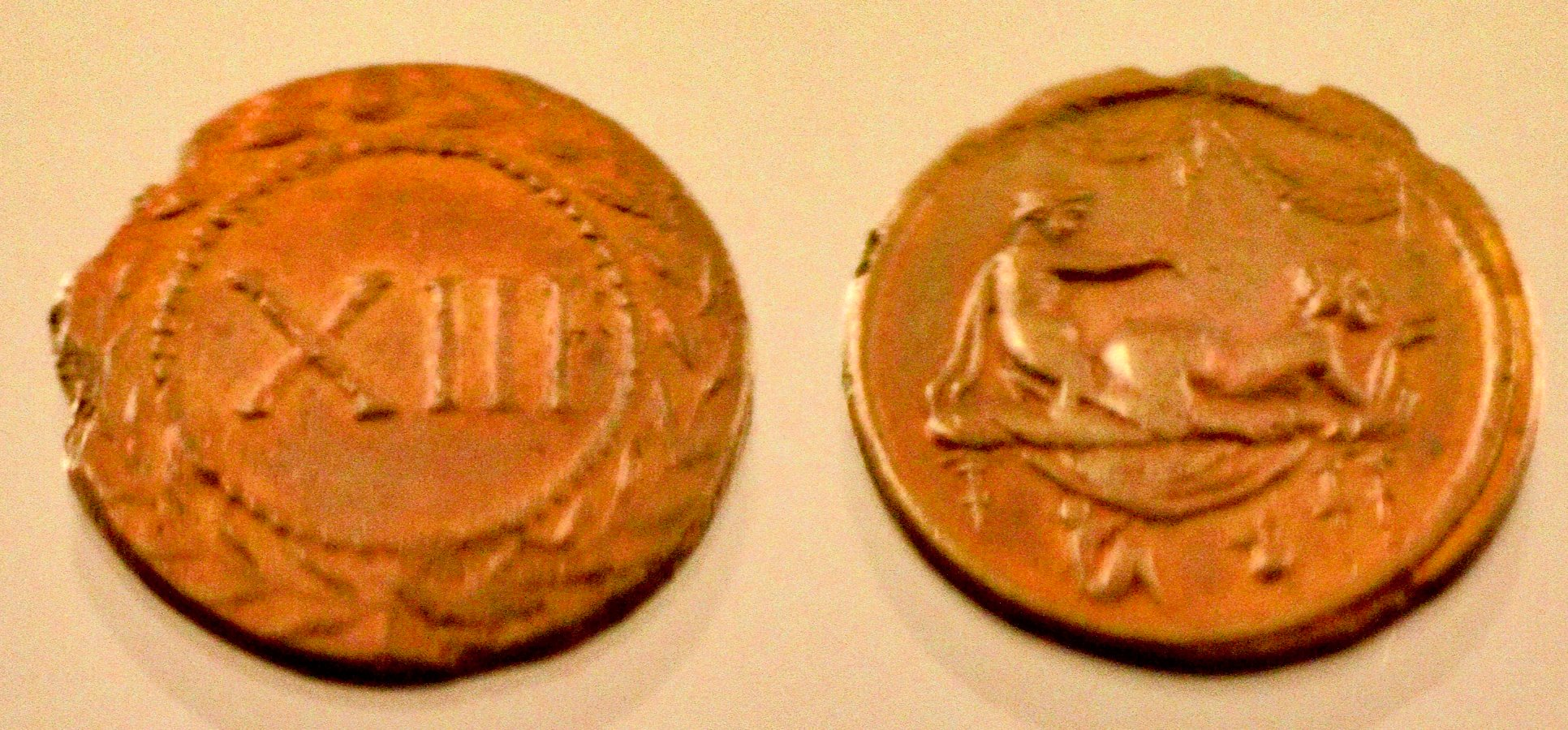
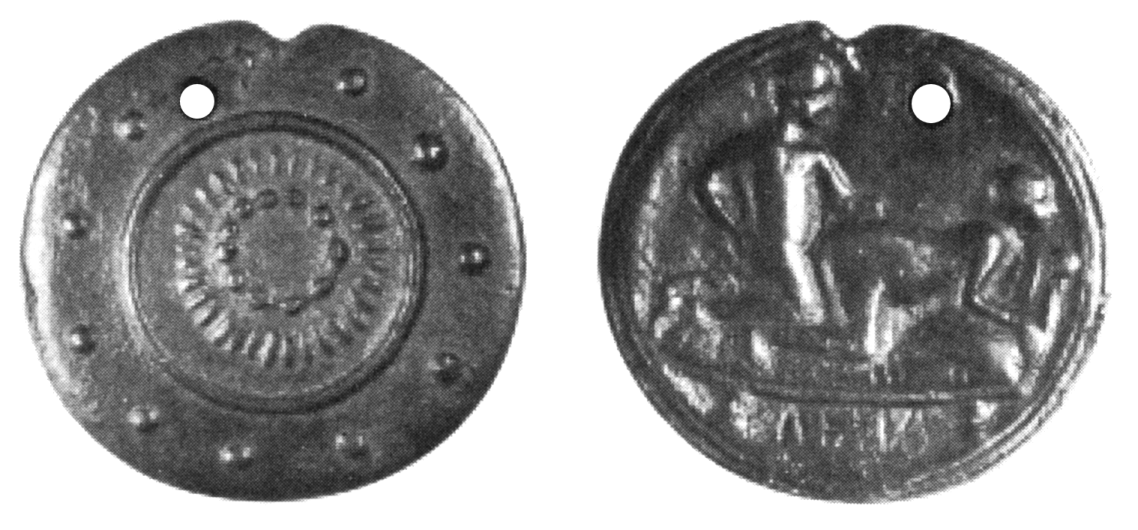